# Divisões administrativas em 1993
Nesta página encontrará referências aos acontecimentos directamente relacionados com a regiões administrativas ocorridos durante o ano de 1993.

## Eventos
- 1 de Janeiro - A Checoslováquia divide-se, dando origem à República Checa e à Eslováquia.
- 2 de Julho - As vilas portuguesas de Amora, Esmoriz, Esposende, Marco de Canaveses, Oliveira do Hospital, Paços de Ferreira, Seixal, Trofa, Vale de Cambra e Vendas Novas são elevadas a cidade; São Pedro de Castelões é elevada a vila.
- 24 de Maio - A Eritreia torna-se independente.